# エンジェル・トランペット
『エンジェル・トランペット』は、赤石路代による日本の漫画作品。

## 概要
『flowers』（小学館）にて2012年7月号から2017年10月号まで連載された。単行本はフラワーコミックスα（小学館）から全13巻。
当初、「犯罪に巻き込まれて弟を連れて逃げる兄」を考えていたが、連載にあたって姉に変更された。
タイトルの「エンジェル・トランペット」については、コミックス1巻表紙画に背景として描かれている、作中で同名の植物「エンジェル・トランペット」を挙げ「触れると毒がある」ことを登場人物に語らせているほか、黙示録のラッパ吹きとして、神の御遣い（天使）が吹き鳴らすトランペットの意味を登場人物が語っている。
2018年から2019年にかけて『増刊flowers』にて、本編最終話（13年後）後の、かつて子供だった凜やせなが大学生になったような年代を舞台とした外伝「エンジェル・トランペット アフター・ストーリーズ」が雑誌掲載された。

## あらすじ
9歳の女の子・まりもとその弟である4歳の凜は2人を捕まえようとする「GAH」という政府組織に追われていた。
2人は大地震後に茨城の一部地域の子どもに広がった「クローバーウイルス」と呼ばれる謎のウイルスによる影響で超常能力を得た子どもであった。触れた人を自分に好意的にするまりもの能力と、体中から血を吹き出させ意図せずに命を奪う凜の能力。2人は、行く先々で出会う人たちに助けられ逃亡を続ける。
「GAH」はウイルスに感染した子どもたちを施設「グリーンエンジェルホーム」に集め、実験動物のように支配し監禁していた。ワクチン開発のため、敢えてGAHの研究職員になった2人の母、琴実はウイルスとワクチンの双方を売って金儲けを企む室戸に監禁され、まりもたちの味方になってくれた悠銀の父・園部を攻撃した謎のD族の子供が立ちはだかる。

## 登場人物

### クローバーウイルス感染者
青羽まりも（あおば まりも）
V族。
茨城に住んでいた小学生。地震後のクローバーウイルスの後遺症で、人に触れると人の善意を呼び覚まし、自分に好意的に変化させられる能力を持つが、途中、力が強くなり、非接触状態でも相手を操ることができるようになる。D族に触れても平気。まりもの能力は、ともすれば各界の実力者や独裁者の意志をも変えうるものとして、凜よりも恐れる人もいる。
逃亡生活において凜と寅彦とともにすみれの家に数年隠れ住むも、住民とのトラブルにより力を見られたことにより出て行くことになる。その後、穂苅の手助けにより難をのがれ穂苅宅で暮らす。
さなを救出に向かう計画中にキューシルバーである悠銀の屋敷に連れて行かれる。悠銀らと共にさなを救出した。その後しばらく悠銀の家で暮らすが、復讐のために無関係の人々を平然と傷つけるやり方には賛同できず一時は決別するも、その後仲直りする。
最終話では看護師となり、国際医師団に加わってV族の力を用いて紛争を終わらせている。また、アフターストリーズで国際医師団勤務の医師と婚約したことが語られている。
青羽凜（あおば りん）
D族。
まりもの弟。追手をかく乱するために女の子の格好をしていたが、寅彦の影響で男の子の姿に戻る。
クローバーウイルスの後遺症で、泣いたり怒ったりするなど感情が高ぶった時に他人に触れるとその人を倒してしまう能力を持つ。分娩時に取り上げた産婦人科医も能力の犠牲になったが、母親は凜の能力を無効化するまりもが手を握っていたので無事だった。地震の直後に生まれ、父に直接会った記憶はなく、父のインタビュー映像を見て育つ。ころにゃんたまというキャラクターが好きでいつもその帽子をかぶっている。
アフターストーリーズでは美大を目指す浪人生。
白川波流（しらかわ はる）
Z族。
天才ピアニストの少年。地震の前日、千葉でコンサートを開いていたが、密かに茨城県へ旅行していたために、ウイルスに感染した。クローバーウイルスの後遺症で精神感応、予知や千里眼の能力を持つ。まりもに出会う前から、まりもの夢を見ており、存在を気にかけていたため、まりもの危機を予知しコンタクトをとる。
最終話では世界的なピアニストとして活躍中。アフターストーリーではまりもが婚約したという話を聞いて激しく落ち込むが、感染者であり、かつてはGAHに収容されていた桜風花（さくら ふうか）と知り合う。
岡崎さな（おかざき さな）
D族。
青羽家の隣に住む、まりもの親友の少女。まりもの両親と父親が同僚で、家族ぐるみで仲が良かった。凜と同じく、触れると人に危害を与える後遺症を持ち、GAHに収容されていた。成長して能力が増幅していると見られ、触れずとも泣き声だけで傷つけられるようになっている。
「キューシルバー」（悠銀）が計画した救出計画で、唯一、GAHから救い出すことができ、まりもと再会を果たした。
最終話では看護師になっており、岩崎和也が医者として勤務する大病院に勤務している。
浅葉寅彦（あさば とらひこ）
A族。
埼玉県北浦和在住のサッカー少年。地震の時は茨城の祖母を父とたずねていた。クローバーウイルスの後遺症により尋常ならざる運動能力を持つようになり、かなり高くまでジャンプできる。その目撃例が「空飛ぶ人」と動画サイトで噂されている。
まりも同様に、凜とさなに触れても無事でいられる。洋平らを取り込んで更なる過激な攻撃に出る悠銀に猛反発し、まりもらと一緒に屋敷を飛び出す。
最終話では泉洋平と共に消防士となっている。ときおり、A族の力を救助活動に用いている。
浅葉照輝（あさば てるき）
まりもの隣のクラスの子で寅彦のいとこ。GAHに収容されている。手を触れずに窓ガラスを割ったり、扉の錠前を動かすなどサイコキネシスの力を持つ。まりもたちによる救出作戦の際、能力で塀を壊し、まりもらを逃がした。
園部悠銀（そのべ ゆき）
V族兼Z族。
茨城のグリーン・エンジェル・ホーム近くに建つ邸宅・通称モンサンミッシェルに住む車椅子の少女。口が悪い。クローバーウイルスの影響により、身体が不自由になった。
GAH責任者である園部の娘。GAHと敵対する「キューシルバー」として反政府活動を行い、ネット掲示板などのアングラに名前は知られていた。
GAHで働く母の協力により、GAHに捕らわれている子どもらに密かにメッセージを伝え救出を約束する一方で、まりもらの逃亡を手助けもする。クローバーウイルス感染者であり、自分や白川波流のように他人の思考を読み取ったりする能力や、まりもほどではないが人の心を動かす能力、そして電脳世界に入り込む能力がある。また能力を駆使して得た豊富な活動資金源を有している。
政府に追われる泉洋平（後述）、境井凉太（後述）を匿い、洋平を表面上の「キューシルバー」として表に立たせ省庁のパソコンを破壊するなど実力行使に出る。しかし、あまりにも憎悪が強すぎて他人を傷つけることを厭わないため、まりも・凛・さな・寅彦の離反を招いてしまう。
最終話では数多くの社長を兼務。杖を用いてではあるが、歩行できるようになっている。また、アフターストーリーの「月の犬」では車椅子から立ち上がれるようになったことが描かれている。
本格登場前はキューシルバーのイメージから男の子ということも想定されていた。
岡崎せな（おかざき せな）
D族兼Z族。
さなの弟。産まれた際に能力により母や医者を殺してしまう。その直後保育器にいれられ、GAHとは別の場所に隔離されて育つ。周囲の人間に怖れられ、影では悪魔と呼ばれている。
クロニャンタマが好き。
まりもらが施設に侵入することを予知し周囲に伝える。
穂苅の死や施設での出来事を予知していたが、寅彦の活躍によって未来が変わったことに苛立つ。
最終話で再会した国際医師団勤務のまりもに惚れ直し、同じ道に進むことを決心。アフターストーリーズでは医大生となっている。

### まりもたちが出会った民間人
細野すみれ（ほその すみれ）
奈良から京都に向かう近鉄電車内で2人に出会った、MATVのアナウンサー。京都駅で凜と間違えられて、スタンガンで倒される子どもを目撃する。沖田満広の部下で一時つき合っていたが振られる。
まりもたちを探しておりなかなか手がかりが掴めずにいたが、まりもたちが琴実に頼まれたものを沖田に渡す為、MATVの付近まで来た際に偶然再会し、一時匿うことになる。
最終話ではニュース番組のメインキャスターを務めており、沖田満広と結婚、一児を授かっている。
岩崎和也（いわさき かずや）
大阪に引っ越してきて引きこもりになった中学生の少年。13歳。まりもの叔母の知人、セバスチャンのアパートの向かいの住人で、偶然雨にぬれた2人を目撃し助ける。キューレンジャーという特撮ヒーローのファン。GAHから逃げる途中に、歩道橋から転落し重体となる。事故として片付けられているが、和也の撮っていたGAHに追われている時の写真が悠銀の能力によりネットに拡散され真実が明るみに出る。
最終話では医大を卒業後、大病院に勤務している。
相田徳子（あいだ とくこ）
30年以上前に火事で亡くした娘たちを、毎日名古屋駅まで迎えにきている老婦人。「毎日婆ちゃん」と呼ばれる。まりもたちの祖母に似ていて、徳子も2人を自分の子と思い込み一緒に暮らす。
まりもたちを捕まえに来たGAHによって家に火をつけられた際、正気に戻り2人を逃がす。
その後老人ホームで暮らす。悠銀の能力により、火事の際の防犯カメラの映像が流出する。
四ノ宮結衣（しのみや ゆい）
大船駅で出会った13歳の少女。教師に強姦され傷ついていた。自殺も考えていたところに2人に出会い、逃亡を助ける事になる。
後にアイドルグループのセンターとして活躍。ファン達にまりもたちのことを訴えかける。
最終話では俳優業も行っており、ドラマで穂苅勇人と共演している。

### まりもたちの親族
青羽健助（あおば けんすけ）
まりもたちの父。四ツ葉製薬主任。地震発生時に研究棟を内側から封鎖してウイルス漏れを防ぎ、死んだとされていたが、GAHの病院棟に収容されていた。初期段階のクローバーウイルスにより意識不明だったが、まりもたちの手により救出される。琴実の開発した薬によって意識が戻るが、50時間というタイムリミットがあった。意識のあるうちに薬の作り方を完成させ、まりもに託して再び眠りにつく。目覚めている間はクローバーウイルスの影響により思考速度が上昇していた。
通り魔からまりもを守ってTVに報道されたことがある。その時のインタビュー映像が、父と会ったことの無い凜が見ることのできる唯一の父親の姿であった。
青羽琴実（あおば ことみ）
まりもたちの母。四ツ葉製薬勤務。地震の時は臨月で病院の検診を受けていた。その夜凜を出産する。
健助がGAH内で意識不明ではあるものの生存していることを伝えられ、GAHに職員としてクローバーウイルスのワクチンを開発。ほぼ完成させ、意識不明の健助に投与予定だったが室戸の指示により全て破棄される。その後ほかの研究員とともに隔離され、死亡報道が出ていたが室戸に拉致され監禁されてしまう。まりもと仲間達が施設を急襲した際、再会するも追手から子ども達を逃がし、未完成の薬を託す。
庄野空美（しょうの そらみ）
まりもたちの叔母（琴実の妹）。奈良県西大寺に在住し、陶芸アーティストとして活動している。事故後の3年間、まりもたちを匿っていた。少し軽率で隣の青年のギターが煩くて凛にお仕置きして貰おうかと口走り、まりもに怒られた。苛立って自身で転んだにも拘らず、その青年の所為で怪我をしたと更に腹を立てた。

### その他の人物
セバスチャン・ルブラン
空美の芸術家仲間。帝塚山の岩崎家の向かいのアパートに住み、空美からまりもらの保護を託されていたが、追手の気配を恐れて、次に向かうべき場所のヒントを残して、一足先に姿を消した。
沖田満広（おきた みつひろ）
琴実の中学生時代の同級生で、琴実は初恋の相手。MATVの報道ディレクター。地震の後真っ先にクローバーウイルスの存在に気づく。細野すみれと交際していたが別れ話をしている。
独断でMATV深夜にGAHやクローバーウイルスの陰謀を撮った5秒の映像を放映。その後、すみれに自分を探すなとの携帯メールを送信、同僚に追われていることを電話した後に事故を起こし死亡したと発表されたが、室戸の後援会の秘書として潜伏している。
最終話では細野すみれと結婚、一児を授かっている。
園部（そのべ）
地震後一時期旧姓の筒井（つつい）を名乗っていた。
文部科学省の内部組織GAH（グリーンエンジェルホーム）の責任者。震災時、クローバーウイルス患者（さなの母親）の出産に立ち会った医師で妹の松本由唯を亡くした。大臣の娘婿で夫婦ともにGAHで働く。
まりもらの味方になったが、東京駅で別れた後にせなに襲撃され、一時瀕死状態に陥った。
悠銀の義理の父。事故後、悠銀がクローバーウイルスの感染者だと知られない為に妻に離婚されそうになった。悠銀がキューシルバーだと知るまでは事故後4年間アメリカに留学しているものと思っていた。
最終話では政治家に転身。衆議院議員となっている。
西原陽子（さいばら ようこ）
波流の付き人。波流の能力に気づいて何かと庇ってくれる。良き理解者。
最終話やアフターストーリーズでも付き人を続けている。
氷月（ひづき）
波流のマネージャー。波流から金を稼ぐ事にしか興味が無いようだが、波流のGAH潜入の際、彼の能力がバレないように裏工作をしていた。
浅葉由馬（あさば ゆうま）
寅彦の弟。恐がりで兄を頼りにしている。稀に取り上げられる兄の活躍を喜ぶ。
泉洋平（いずみ ようへい）
寅彦の友人で同じサッカーチーム。カンが良く寅彦が一目おいている親友。GAHから逃走中、キューシルバーに助けられ保護された。悠銀に取り込まれ寅彦と離れ離れになってしまう。
最終話では浅葉寅彦と共に消防士となっている。
境井凉太（さかい りょうた）
寅彦の友人。母の恋人に線路に落とされかけ寅彦に救われる。離婚した父を頼りに、寅彦と洋平と共に赤羽へ向かう。鉄道オタクらしい。
穂苅勇人（ほかり ゆうと）
子役時代から知られるTVタレント。一時期はマスメディアから遠ざかっていたが、現在は早朝子ども番組の司会、番組に登場する顔出しの出演以外にも、きぐるみキャラクター「ころにゃんたま」の声優、中の人も務めている。
波流と同じ精神感応、予知や千里眼の能力を持つ人間で、警視庁のオブザーバーを務める。GAHにも協力している。
「良い子のみかた」と自称するだけはなく、まりもたちを助ける。実は母親共々に予知能力を持っており、地震やその後のことも予知していたため、邪魔だと嫌った何者かにシングルマザーの母親を14歳の時に殺された。
最終話、アフターストーリーズでも俳優業を続けている。
編集者から「主人公たちを追いかけてくる怖い人を登場させる」ことを提案されたものの、男女すら決めておらず1巻で登場した際にはシルエットのみであった。きぐるみキャラクター「ころにゃんたま」の中の人として登場させたところ、キャラクターが勝手に動き出し、大人と子供のはざまであり、敵と味方のはざまのポジションに落ち着くことになった。
剣崎ミカ（けんざき みか）
穂苅家に住み込みで働いている家政夫。家政婦だけではない。
穂苅曰く元プロレスラーで大柄かつゴツイ顔で野太い声を持ち、まりもらはプロレスラーだと知って女子プロかと思ったが、単行本8巻で波流にプロレスラーの「ドラゴンリューゾー♂」と見破られた。
室戸皇貴（むろと こうき）
文部科学大臣。四ツ葉製薬感染事件を広く世に訴え、知名度を上げた。
クローバーウイルスで得られる超能力の有用性、防護不能な要人殺害手段として政治的に利用しようとする。
最終話では生存はしているものの、手足に傷害が残り入院生活を送っている。

## 用語
クローバーウイルス
まりもらが感染しているウイルス。大地震後、火災が起こった四ツ葉製薬から漏れた実験用のウイルスが財前重工敷地内にあった高線量放射性物質からの放射線によって突然変異を起こしたと言われている。名称は、「四ツ葉製薬のウイルス」から「クローバーウイルス」と呼ばれるようになった。さなの父親はウイルスについて「鳥のアレ」と話している。
クローバーウイルスは人の脳に潜伏、活動し、子どもの場合はいわゆる超能力が使えるようになることもあるが、死亡率も高い。超能力はその系統によって数種類に分類されている。分類名はギリシア神話、ローマ神話から採られている。
Z（ゼウス）族
テレパス、予知、千里眼など。
D（デイモス）族
直接的に人に危害を加えることのできる能力。軽度の場合は口内出血や眼腔、鼻腔、耳腔などからの出血。重度の場合は心停止なども引き起こす。
凛が死にかけた和也を生き返たらせたたことにより、D族が泣くと死んだ者や意識不明者を生き返らせることができると判明する。
A（アキレウス）族
肉体的な能力が向上する。
V（ヴィーナス）族
他者の精神に干渉し、思考などを操る。
園部らは、D族を危険と看做しているが、穂苅は精神的に人を殺せるV族が最も危険と判断している。

四ツ葉製薬
まりもの両親が勤めていた製薬会社。感染事件の全責任は四ツ葉に被せられている。
財前重工
クローバーウイルスの感染による死亡の真の元凶。地震の影響で放射線が漏れた。
グリーン・エンジェル・ホーム (Green Angel Home)
通称GAH（ガー）。文部科学省が所管する、クローバーウイルス感染者の収容施設。18人の子供が収容されている。おとぎ話に出てくるような外観、内装をしているが、施設職員に犠牲者を出さないために、日常的にスタンガンで子供たちの意識を失わせることもしている。さなのようなD族は泣き出すと近くにいるだけでも身体に害を及ぼすため、直接触れないように接触する職員はパンダの着ぐるみを着ている。
ころにゃんたま
穂苅勇人が出演している早朝子ども番組に登場する人気の着ぐるみアイドル。猫のキャラクター。
お菓子、玩具といったキャラクター商品が市販されている他、「ご当地ころにゃんたま」のような地方グッズも販売されている。
救急戦隊キューレンジャー
子どもたちに人気の番組。MATVの系列で放映している。いわゆる戦隊物。
キューレッド、キューホワイトなどの登場人物がいて、キューゴールドも登場するが、キューシルバーは番組に存在していない。
『宇宙戦隊キュウレンジャー』とは完全に偶然の一致である。

## 書誌情報
- 赤石路代 『エンジェル・トランペット』 小学館〈flowersコミックスα〉 全13巻
  1. 2013年1月10日発売[4] ISBN 978-4-09-135057-2
  2. 2013年6月10日発売[5] ISBN 978-4-09-135237-8
  3. 2013年9月10日発売[6] ISBN 978-4-09-135466-2
  4. 2014年2月10日発売[7] ISBN 978-4-09-135743-4
  5. 2014年7月10日発売[8] ISBN 978-4-09-136240-7
  6. 2014年12月10日発売[9] ISBN 978-4-09-136420-3
  7. 2015年5月8日発売[10] ISBN 978-4-09-137298-7
  8. 2015年10月9日発売[11] ISBN 978-4-09-137767-8
  9. 2016年3月10日発売[12] ISBN 978-4-09-138236-8
  10. 2016年9月9日発売[13] ISBN 978-4-09-138630-4
  11. 2017年1月10日発売[14] ISBN 978-4-09-138895-7
  12. 2017年6月9日発売[15] ISBN 978-4-09-139309-8
  13. 2017年11月10日発売[16] ISBN 978-4-09-139788-1
- 赤石路代 『エンジェル・トランペット アフター・ストーリーズ』 小学館〈flowersコミックスα〉
  - 2020年2月10日発売[17] ISBN 978-4-09-870860-4
    - 白骨村殺人（かもね）事件 前後編
    - 月の犬
    - ダーウィンのお言葉
    - 探偵さん物語